# Eleição presidencial na Zâmbia em 2008
As eleições presidenciais zambianas de 2008 ocorreram em 30 de outubro, a fim de substituir o antigo presidente Levy Mwanawasa, que morreu em Paris, no dia 19 de agosto.

## Financiamento externo
Alistair Harrison, embaixador do Reino Unido na Zâmbia, disse em Lusaka, capital do país, o financiamento por parte de seu governo, o pleito através do Fundo das Nações Unidas, mas tencionaria dar uma assistência suplementar à organização de eleições presidenciais parciais na Zâmbia.
"Vamos discutir com outros parceiros sobre a maneira como podemos ajudar a Zâmbia a organizar eleições" afirmou Harrison. O Programa das Nações Unidas para o Desenvolvimento (PNUD) anunciou que vai conceder 11 milhões e 500 mil dólares americanos à Comissão Eleitoral da Zâmbia para a realização do pleito.

## Participação
Os observadores eleitorais expressaram "sua decepção" por causa da baixa participação, já que, segundo cálculos iniciais, cerca de 60% dos eleitores registrados nas áreas rurais e 45% nas zonas urbanas foram votar. Calcula-se que de uma população de 12 milhões de pessoas, 4 milhões de eleitores que estavam registrados para votar e que apenas cerca de 2 milhões foram às urnas.

## Resultados
O líder do Movimento para a Democracia Multipartidária (MMD), Rupiah Banda, foi eleito novo presidente da Zâmbia, conforme foi anunciado pela comissão eleitoral do país. Banda recebeu o apoio de 718.359 eleitores e acumulou 40,63% dos votos, enquanto seu adversário político, Michael Sata, do partido Frente Patriótica (PF), conquistou 38,64% de apoio nas urnas.
Hakainde Hichilema, do Partido Unido para o Desenvolvimento Nacional (UNPD), teve 353.018 votos e Godfrey Miyanda, do Partido Patrimônio, recebeu apenas 13.683.

### Contestação
O líder da oposição contestou os resultados junto do Supremo Tribunal e exigiu a recontagem dos boletins de voto.
"Não aceitamos os resultados", declarou Given Lubinda, porta-voz da Frente Patriótica (FP), o partido liderado por Sata, adiantando que o recurso será apresentado ao Supremo Tribunal.
"Não existe outra ação possível senão avançar para o (Supremo) Tribunal", acrescentou o porta-voz da FP.